# 段原瑠瑠
段原瑠瑠（2001年5月7日—），現為Hello! Project旗下女子偶像團體組合Juice=Juice的二期成員。隸屬於UP-FRONT AGENCY公司。

## 簡歷
- 2013年9月，參加早安少女組。12期成員「未來少女」甄選會落選後，加入Hello! Pro研修生。
- 2014年5月，於Hello! Pro研修生實力診斷測驗中，經由評審及粉絲投票獲得最佳表演獎。
- 2017年5月，再次於Hello! Pro研修生實力診斷測驗中，經由評審及粉絲投票獲得最佳表演獎，同時宣布確定以早安家族成員身份出道。
- 2017年6月26日，於「ハロ!ステ號外篇」中，宣布成為Juice=Juice新成員。

## 人物
- 姊姊是廣島藝能學校的同期，也是前SPL∞ASH的隊長「段原梨里」。瑠瑠名字的由來是來自於「梨里」。[1]
- 憧憬的前輩為同是廣島藝能學校出身，前早安少女組。第九期成員鞘師里保。
- 喜歡的運動是田徑、躲避球。
- 是首次於「Hello! Project 研修生発表會」獲得兩次最佳表演賞的成員。

## 外部連結
- 段原瑠瑠 Hello!Project官方頁面 （页面存档备份，存于）
- Juice=Juice YouTube官方頁面 （页面存档备份，存于）
- Juice=Juiceオフィシャルブログ  （页面存档备份，存于）

1. ↑  「Juice=Juice段原瑠々 THE FUTURE LEGEND」、『Top Yell』2017年9月號